# 爱德华多·罗德里格斯
爱德华多·罗德里格斯·贝尔塞（西班牙語：Eduardo Rodríguez Veltzé，1956年3月2日—），玻利维亚总统。 
罗德里格斯出生于科恰班巴市。玻利维亚圣西蒙大学法律系毕业，曾赴美国哈佛大学肯尼迪学院进修公共管理学。1998年当选玻利维亚最高法院大法官，2004年任最高法院院长及司法理事会主席。2005年6月8日卡洛斯·梅萨总统因反对党发动大规模示威游行、罢工封路等抗议活动，强烈要求油气资源国有化，并举行制宪大会而被迫辞职，而参、众议长又放弃继任权力，议会选举最高法院院长罗德里格斯为临时总统。